# Ló gazdájával (heliografikus nyomat)
A Ló gazdájával (Cheval avec son conducteur) Joseph Nicéphore Niépce francia feltaláló fotográfiai eljárás segítségével készült nyomata, mely korábban készült, mint a világ legrégebbi ismert fényképe.

## A nyomat
A 17. századi flamand metszetet ábrázoló képet Niépce az általa kifejlesztett heliografikus eljárás segítségével készítette el 1825 júliusában, vagy augusztusában. Egy júdeai aszfalttal bevont rézlemezt helyezett a lemásolni kívánt metszet alá úgy, hogy hosszú ideig érje őket napfény. A több órás expozíció alatt az aszfalt a fény hatására megkeményedett, míg a nem, vagy kevés fényt ért részek vegyszerrel lemoshatóak maradtak. Ez utóbbi területek lemosása után kirajzolódott a lovát vezető férfi alakja a lemezen. Niépce a képet – az aszfalttal bevont lemezt nyomólemezként használva – később papírra tudta nyomtatni.
Niépce alkotása, melyet csak 2002-ben találtak meg, nem a szó hagyományos értelmében vett fénykép, hiszen nem közvetlenül a fény segítségével, hanem nyomdai úton jött létre. Mégis az eljárás – a fényérzékeny anyagok és a fotólemezként funkcionáló júdeai aszfalttal bevont rézlemez alkalmazása miatt – megegyezik a mai képkészítési technikák folyamatával, emiatt pedig többen fotográfiaként tekintenek Niépce alkotására. Ennek ellenére a fotótörténeti írások továbbra is Niépce Kilátás a dolgozószobából (1826 v. 1827) című felvételét tekintik az első fotográfiának.
A nyomatot, melyet a francia kormány nemzeti kinccsé nyilvánított, a Francia Nemzeti Könyvtár egy árverésen 450 000 euróért vásárolta meg.